# Wyluzuj czapkę
Wyluzuj czapkę – singel zespołu Voo Voo.
Utwór "Wyluzuj czapkę" nie był publikowany na żadnej innej płycie. Został napisany i zarejestrowany jako hymn finału Wielkiej Orkiestry Świątecznej Pomocy, który odbył się 7 stycznia 2001 roku.
Singel Voo Voo zawiera obok utworu "Wyluzuj czapkę" różnej długości reklamówki kolejnego finału WOŚP przeznaczone do emisji radiowej.

## Lista utworów
| 1. | Wyluzuj czapkę    | 4:31 |
| 2. | Wyluzuj czapkę    | 6:31 |
| 3. | reklamówka WOŚP 1 | 0:17 |
| 4. | reklamówka WOŚP 2 | 0:57 |
| 5. | reklamówka WOŚP 3 | 1:07 |
| 6. | reklamówka WOŚP 4 | 1:20 |
| 7. | reklamówka WOŚP 5 | 0:36 |
| 8. | reklamówka WOŚP 6 | 0:36 |

Muzyka i słowa: Wojciech Waglewski